# 洛基

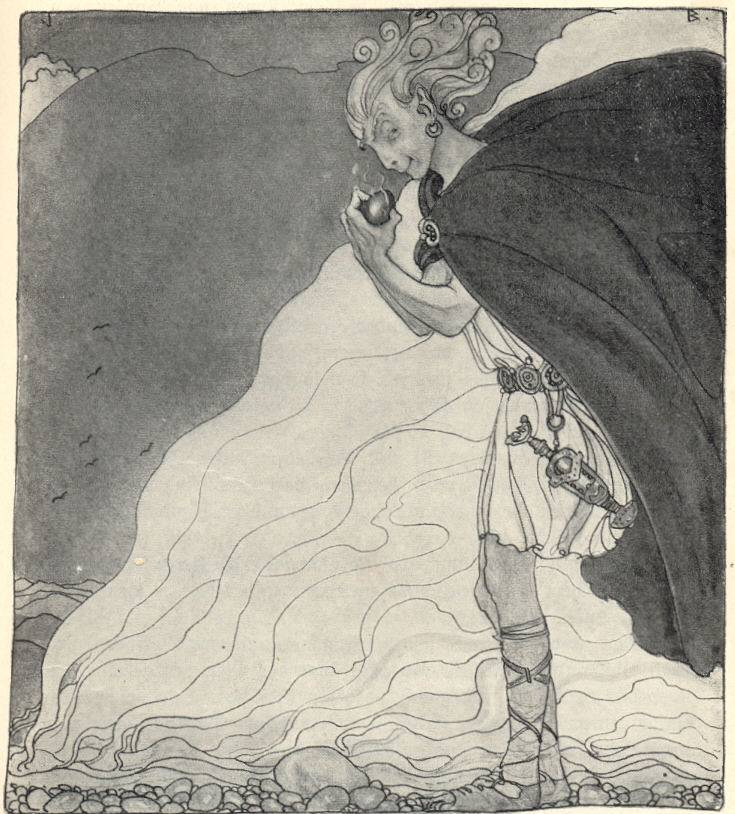
洛基的形象之一。

洛基（Loki）又譯洛奇，北欧神话中亞薩神族的一員，雖然身為約頓巨人，但因其與亞薩神族的領導者奧丁為結拜兄弟，因此居住於阿斯嘉特。
父親為法布提，母親為勞菲。法布提象徵「閃電」，勞菲象徵「樹」，兩人誕下象徵「火」的洛基，象徵閃電擊中樹木後產生火焰。

## 北歐神話中的洛基
洛基在北歐神話中的角色亦正亦邪，雖然生性狡詐，常常以製造混亂為樂，但洛基也曾多次協助諸神化險為夷、解決問題。
洛基曾欺骗約頓巨人修筑阿斯嘉德围墙，化身母馬誕下八足神駒、協助夏基虜走伊登又將其救回。也与许多最重要的宝物有关：奥丁的长矛永恆之槍、耕耘之神弗雷的船斯基德普拉特尼、希芙的秀发、雷神索爾的雷神之鎚。
洛基亦於《索列姆之歌》中籌畫計謀協助索爾取回被偷走的雷神之錘。
洛基最後因為害死巴德爾，所以被諸神囚禁，直至諸神黃昏才重獲自由。

## 巴德爾之死

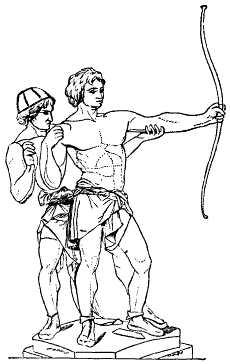
洛基欺骗霍德爾用槲寄生投向巴德爾。

### 洛基借刀殺人
巴德爾之死在北歐神話中至關重要，直接導致了後續的世界末日諸神黃昏。
在一个仲夏的午後，光明之神巴德爾做了一个關於「死亡」的惡夢，他的母親弗麗嘉知道之後，驚恐萬分，认为自己兒子的生命受到了死亡的威脅。
弗麗嘉要求世界上的一切向她發誓，保證它們永不傷害巴德爾，大千萬物「弓箭」、「長刀」、「巨錘」、「匕首」都已立誓，甚至「花朵」、「疾病」、「石头」都已立誓。只有生長在英靈殿旁邊的槲寄生沒有被要求立誓，因為弗麗嘉認為它太弱小了。
弗麗嘉認為已經萬無一失，於是請來了阿斯嘉德的眾神驗證誓言的效果，眾神將武器往巴德爾扔去，果真無法傷害巴德爾一絲一毫，雷神之錘也不例外，諸神為巴德爾感到高興。
混亂之神洛基忌妒巴德爾受到眾人愛戴，於是幻化成老婦女來到弗麗嘉的宮殿，从弗麗嘉口中套出只有槲寄生沒有立誓，因為它太幼小、太柔弱，沒有力量傷人。
黑暗之神霍德爾是巴德爾的兄長，由於眼盲，無法加入眾人一起拿東西扔向巴德爾。洛基瞧見被孤立的霍德爾後，假意要協助霍德爾加入的行列，將槲寄生交給霍德爾，並引導他擲向巴德爾，最終導致巴德爾死去。
黑暗之神殺死光明之神，象徵黑暗吞噬光明，最後導向世界末日。

### 亞薩神族將洛基繩之以法
害死巴德尔后洛基受到了最严厉的惩罚。奥丁把洛基的儿子瓦利变成狼，让它咬死了自己的兄弟納爾弗，并用納爾弗的肠子捆绑洛基。並讓絲卡蒂唤来一条巨大的毒蛇，从它可怕的毒牙缝间，滴出一滴又一滴的毒液落到洛基脸上，一秒也不停息。
只有洛基的妻子西格恩同情祂，她坐在被绑缚住的洛基旁，用杯子来承受毒液，不让毒液落到丈夫脸上。但是每当杯子的毒液满溢出来，她必须站起来去把毒液倒掉，西格恩暫時離開時，毒蛇的毒液便會直接滴在洛基的臉上，強烈的灼燒感讓洛基忍不住失聲慘叫，渾身劇烈顫抖，進而引發地震，此為北歐神話中地震的由來。
備受折磨的洛基恨意越發強烈，於是在諸神黃昏之日擺脫桎梧，加入圍攻阿斯嘉特的行列。

## 洛基的後裔
洛基曾化為一匹母馬與公馬交配生下八足神駒斯萊布尼爾，後成為奧丁的座騎。
洛基與安尔伯达有三個孩子：
- 巨狼芬里爾
- 大蛇耶夢加得
- 赫爾

由於諾恩三女神曾預言洛基與安爾博達的孩子將會帶來諸神的黃昏，耶夢加德出生後被投入深淵之中，芬里爾被帶回阿斯嘉德由亞薩神族扶養教育，赫爾則被亞薩神族指派到冥界負責管理。
洛基与西格恩有两个孩子：
- 納爾弗
- 瓦利

## 流行文化
- 摩登大聖 面具的主人，天神洛基。
- 在漫威漫畫公司的作品《雷神索爾》中，洛基被改編為奧丁的養子與索爾的弟弟[1]。
- 在基於漫威漫畫改編的電影作品系列漫威電影宇宙中，洛基由英國男演員湯姆·希德斯頓飾演。
- 在育碧公司的系列遊戲刺客教條：英靈殿中作為伊述文明角色出現。
- 神話世紀中的遊戲角色。
- 龍族拼圖中的轉蛋角色。
- 怪物彈珠中的轉蛋角色。
- 神魔之塔中的遊戲角色。
- Crash Fever中的遊戲角色。
- 魔侦探洛基中的主角。
- 無雙OROCHI 3中的遊戲角色，奧丁的部下，阿斯嘉特軍的一員由光榮公司開發，聲優為下野紘。
- 《戰神》新系列中的角色阿特柔斯在遊戲結局暗示了又名洛基，與父親一起擊殺巴德爾後，與弗蕾雅等諸神為敵。
- 《刺客信条：英灵殿》中的主要反派角色。
- 聖鬥士星矢 黃金魂 -soul of gold- 的反派，企圖支配仙宮及全世界的邪神。
- 阿斯嘉末日的反派，女主角莎米拉·阿巴斯的父親。
- 在地下城尋求邂逅是否搞錯了什麼中女配角劍姬艾絲的主神，總以小矮子諷刺的暱稱死對頭赫斯提亞。
- 在無神世界裡進行傳教活動中其偽神一開始以人類男性形象出現並化名為庫連，是男主角征人的同伴，後以女性形象出現，其實於征人出現後洛基就立刻看上了他，但這個看上有兩層意涵，一是認可他，二則是愛上他，因洛基其實是征人的內定妻子。擁有製造幻覺與變換男女性別的能力，可讓敵人的攻擊瞬間無效並控制一切，也可使用信仰之力，但因是偽神所以只能使用真神洛基的一部分力量，因為終究還是冒牌貨，但也因此想得到更多信仰之力而在征人出現前已建議荼吉尼、莉修與蓋亞和自己一起成為新的神明後得到同意並一起密謀毀掉帝國再上位成為真正的神明。